# Euchalinus sundaicus
Euchalinus sundaicus är en stekelart som först beskrevs av Johan George Betrem 1941.  Euchalinus sundaicus ingår i släktet Euchalinus och familjen brokparasitsteklar. Inga underarter finns listade i Catalogue of Life.